# Fremdkörper
Fremdkörper is een psychologische roman van Oscar van den Boogaard. Het boek werd in 1991 uitgegeven door Athenaeum - Polak & Van Gennep. 
De speelfilm &ME is gebaseerd op dit boek. Van den Boogaard schreef samen met Norbert ter Hall het scenario voor de film. 

## Inhoud
Roman over twee mannen en een vrouw die door het lot bij elkaar gebracht worden. De ene man, Eduard, wil houden van de vrouw, Edurne, maar kan zijn voorliefde voor mannen niet onderdrukken. De derde hoofdpersoon, Richard, probeert zijn vorige liefde te vergeten en belandt bij toeval in hun leven. Daar raakt hij betrokken bij hun relatie.